# 拉拉巴特利耶尔
拉拉巴特利耶尔（法語：La Rabatelière，法語發音：[la ʁabat(ə)ljɛʁ]）是法国卢瓦尔河地区大区旺代省的一个市镇，位于该省北部，属于永河畔拉罗什区。

## 地理
拉拉巴特利耶尔（46°51'41"N, 1°15'38"W）面积8.26 平方千米，位于法国卢瓦尔河地区大区旺代省，该省份为法国西部沿海省份，北起大西洋卢瓦尔省和曼恩-卢瓦尔省，西临大西洋，南至滨海夏朗德省，东部及东南部与德塞夫勒省接壤。
与拉拉巴特利耶尔接壤的市镇（或旧市镇、城区）包括：绍谢、沙瓦涅昂帕耶、圣安德烈古勒杜瓦。

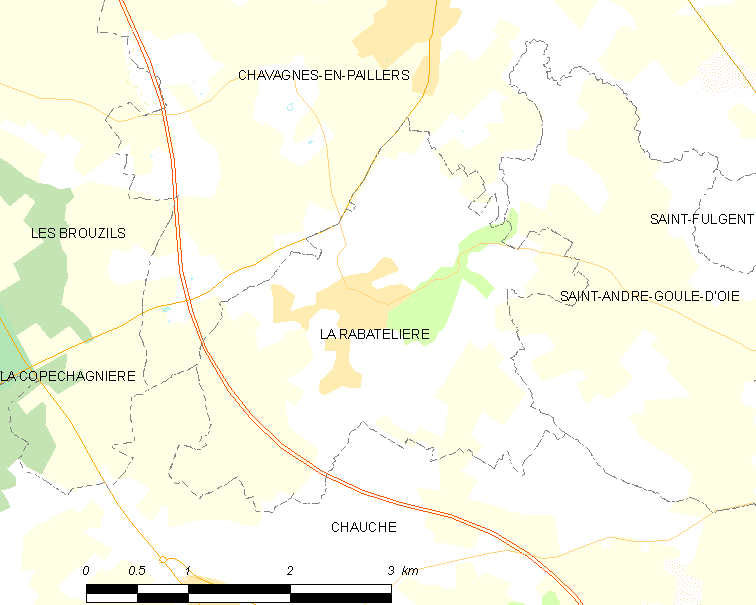
拉拉巴特利耶尔的OSM定位图

拉拉巴特利耶尔的时区为UTC+01:00、UTC+02:00（夏令时）。

## 行政
拉拉巴特利耶尔的邮政编码为85250，INSEE市镇编码为85186。

## 政治
拉拉巴特利耶尔所属的省级选区为蒙泰居旺代县。

## 人口

1962-2008年间拉拉巴特利耶尔人口变化图示

拉拉巴特利耶尔于2022年1月1日时的人口数量为1018人。

## 交通
旺代省省道D17线和D62线在境内交汇。